# Ilhéu Chão
Ilhéu Chão  is een klein onbewoond rotsachtig eiland in de Ilhas Desertas, een eilandengroep behorend tot Madeira. Ilhéu Chão ligt ten zuidoosten van Madeira.
Op de noordpunt van het eiland staat de vuurtoren Farol do Ilhéu Chão.

Locatie van Ilhéu Chão
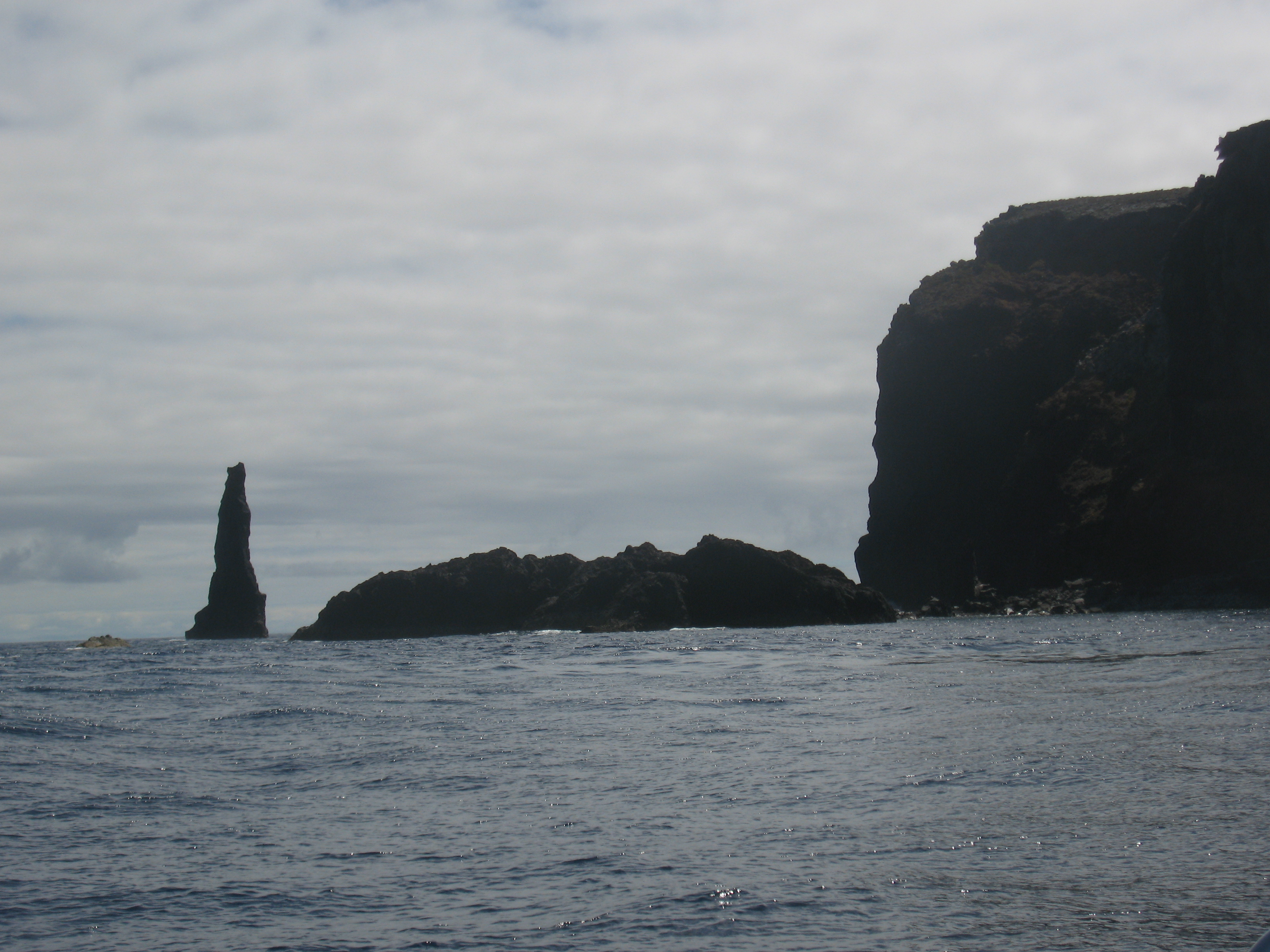
Ilhéu Chão - noordelijke eiland